# Phantom Stranger
El Phantom Stranger (llamado El Fantasma Desconocido o El Extraño Fantasma; en España es conocido como El Fantasma Errante) es un superhéroe ficticio de orígenes paranormales no especificados, que lucha contra fuerzas misteriosas y ocultas en varios títulos publicados por DC Comics, a veces bajo su sello Vertigo. El personaje apareció por primera vez en una antología de cómics del mismo nombre publicada en agosto / septiembre de 1952.
El Phantom Stranger hizo su primera aparición en vivo en la serie de televisión Swamp Thing de 2019 para el servicio de transmisión de DC interpretado por Macon Blair.

## Historia de la publicación
El Fantasma Errante apareció por primera vez en una antología de cómics homónima de seis números publicada en 1952 y creada por John Broome y Carmine Infantino. Después de una aparición en Showcase #80 (febrero de 1969), recibió otra serie a partir de mayo-junio de 1969 que duró hasta febrero-marzo de 1976. La aparición de Showcase y los primeros tres números de "The Phantom Stranger" consistieron en reimpresiones tanto del título de la década de 1950 como de Dr. 13: Ghost-Breaker y de los últimos nueve números de Star-Spangled Comics al mismo tiempo, con nuevas y breves secuencias de encuadre. Estos presentaban al Doctor Trece, seguro de que El Fantasma era un impostor, determinado a exponerlo. Comenzando con el número #4 (noviembre-diciembre de 1969), la serie comenzó presentando material completamente nuevo, con historias producidas por Robert Kanigher, Len Wein, Jim Aparo, Neal Adams, Tony de Zúñiga, entre otros autores. En estas historias, mientras que el pasado de El Fantasma seguía siendo un misterio, los escritores le agregaron un elenco de personajes semi-regular. Una hechicera demoníaca llamada Tala se convertiría en su mayor enemigo personal; un alquimista/hechicero llamado Tannarak era primero un enemigo y luego lo ayudaría contra el Círculo Oscuro; y una psíquica ciega llamado Cassandra Craft lo ayudaría. Las historias insinuaban una atracción romántica entre Stranger y Craft, pero eventualmente la abandonó, decidiendo que no podía ser parte de su vida, convenciéndola de que había sido asesinado en su batalla final contra el Círculo Oscuro. Eventualmente aprendió de manera diferente y se presentó ocasionalmente. El Doctor Trece, cayó junto con las reimpresiones, se le dio una serie de respaldo a partir del #12 (marzo-abril de 1971) que se transformó en "El monstruo de Frankenstein" en el número #23 (enero-febrero de 1973).
El Fantasma es conocido por su papel de asistente sobrenatural de otros héroes, como la Liga de la Justicia. Su estado como miembro completo, de reserva o de honor de la Liga es discutible. Después del voto de la mayoría del equipo en Justice League of América #103, le ofrecieron membresía, con Superman declarando a El Fantasma "un miembro" sin calificación, aunque se fue antes de aceptar. Ese número formaba parte de un crossover metaficcional no oficial con Marvel Comics, que abarca títulos de las dos principales compañías de cómics. Comenzando en Marvel's Amazing Adventures #16 (de Steve Englehart con arte de Bob Brown y Frank McLaughlin), la historia continuó en DC Justice League of América #103 (de Len Wein, Dick Dillin y Dick Giordano), y concluye en Thor (de Marvel Comics) #207 (por Gerry Conway y el dibujante John Buscema). Cada uno de los cómics presentaba a los escritores Steve Englehart, Gerry Conway y Len Wein, así como a la primera esposa de Wein, Glynis, interactuando con personajes de Marvel o DC en el Rutland Halloween Parade en Rutland (Vermont). El Fantasma ha afirmado al menos dos veces su condición de miembro cuando otros miembros de la liga desafiaron su participación, durante la votación sobre la readmisión de la Mujer Maravilla y durante el cruce con The Avengers.
En contraste, muchas cuentas en la historia de la membresía de la Liga no incluyen a El Fantasma; cuando Zatanna fue admitido como miembro, Superman y Hombre Halcón aclararon que el límite de doce miembros en el estatuto de la Liga había sido reescrito previamente para admitir a Chica Halcón como el decimotercero. El escritor Len Wein comentó sobre la relación de El Fantasma con el JLA en una entrevista de 2012 que indica que el personaje "solo se unió. Le ofrecieron membresía pero desapareció, como de costumbre, sin aceptar la oferta. Con el paso de los años, otros escritores simplemente asumieron que [él] era miembro, pero en mi mundo, él nunca dijo que sí".
El Fantasma también protagonizó una miniserie en 1987. Esta serie lo retrató como un agente de los Señores del Orden. Temporalmente despojaron a El Fantasma de sus poderes, debido a su deseo de continuar una batalla contra los Señores del Caos. Esto iba en contra de los deseos de los Señores del Orden, que habían creído que una victoria en la oscuridad sobre la luz era necesaria y predestinada. Esta serie presentaba a Eclipso como un agente del Caos; en Green Lantern/Superman: Legend of the Green Flame, este rol continúa. Sin embargo, El Fantasma afirma que no pertenece a ningún grupo. Los Señores del Orden amenazan con despojarlo de sus poderes, y se va, alegando que continuará vagando.
El Fantasma recibió una nueva serie en curso en septiembre de 2012 escrita por Dan DiDio y dibujada por Brent Anderson. Esta serie fue retitulada como Trinity of Sin: The Phantom Stranger a partir del número #9 (agosto de 2013) y cancelada a partir del #22 (octubre de 2014).

## Biografía de personaje

### Origen
Es inusual para un personaje de cómics de tanta longevidad, nada en el camino de los datos personales sobre El Fantasma, su verdadero nombre, su verdadera naturaleza o sus orígenes, ha sido revelado. DC produjo un número especial titulado Secret Origins que presentaba cuatro posibles orígenes:
1. El Fantasma Errante fue un hombre en tiempos bíblicos que se libró de la ira de Dios por un ángel. Al cuestionar las acciones de Dios, se suicida. El ángel prohíbe a su espíritu entrar en la otra vida, reanima su cuerpo y lo condena a caminar por el mundo para siempre como parte de la humanidad, pero también separado para siempre de él. Luego descubre su carga divina: alejar a la humanidad del mal, un alma a la vez. Algunas versiones de esta historia implican que el ángel era la encarnación de El Espectro de ese período de tiempo.[20]
2. En una variación de la historia del Judío errante, él era un hombre llamado Isaac con una esposa (Rebeca) y un hijo durante el tiempo de la infancia de Jesús. Cuando el rey Herodes escuchó que había nacido un niño que sería el rey de los judíos, ordena la masacre de los inocentes para matar al niño Jesús. Entre las personas asesinadas estaban la esposa y el hijo de Isaac. Ciega de ira, pasa los próximos 30 años furioso contra Jesús. Durante la Pasión de Cristo, Isaac soborna a un guardia para que ocupe su lugar en la flagelación de Cristo. Jesús condena a Isaac a vagar hasta el Día del Juicio Final. Después de la crucifixión, Isaac se arrepiente. Desde entonces, pasó el resto de su vida ayudando a la humanidad y rechaza una oferta de Dios para liberarlo de su penitencia.[21]
3. El Fantasma es un ser atrapado en un ciclo de tiempo. Cerca del final del universo, éste se acerca a un grupo de científicos que están tratando de transferir energía del Big Bang para extender la vida del universo. El Fantasma se da cuenta de que uno de los científicos es en realidad un Avatar de la Anti-vida, y que sus esfuerzos evitarán que el universo exista. La historia concluye con El Fantasma pasando una porción de sí mismo a un científico, que se zambulle a través del portal al Big Bang, intercepta el rayo que habría drenado el Big Bang, y se convierte en El Fantasma Errante, completando el ciclo.[22]
4. El Fantasma era un ángel caído que no se alineó ni con el Cielo ni con el Infierno durante la rebelión de Satanás y, por lo tanto, se condenó a caminar solo por la Tierra para siempre.[23] En la miniserie de cómics The Trenchcoat Brigade, John Constantine ve que la cuarta historia de origen es esencialmente correcta. En The Vertigo Visions: Phantom Stranger de Alisa Kwitney y Guy Davis se basa en la historia del ángel caído de Moore y agrega la historia de la mujer Naamah, quien fue condenada al infierno por amar a un ángel. Se insinúa fuertemente a este ángel que se haya convertido en El Fantasma Errante.

### Posibles orígenes
Otro posible origen se insinuó en The Kingdom (la secuela de Kingdom Come) en el que se implicaba que Jonathan Kent, el futuro hijo de Superman y Mujer Maravilla, podría convertirse en El Fantasma Errante. Esto también ató algunas de sus habilidades en el concepto de Hipertiempo, dándole la capacidad innata de entrar en líneas de tiempo alternativas y existir en los espacios entre ellas. La historia finalmente reveló que esto era una pista falsa. El personaje en cuestión había sido deliberadamente dibujado en sombras para sugerir que él era el Extraño; pero cuando la Mujer Maravilla finalmente vio su rostro, ella dijo que ahora se daba cuenta de que él no era El Fantasma que conocían.
Sus apariciones en títulos con Doctor Fate revelan que El Fantasma era un servidor de los Señores del Orden durante la Novena Edad de la Magia (al menos). Esto puede ser un desarrollo posterior no relacionado con su origen real.
En Phantom Stranger #0 (2012), El Fantasma Errante es Judas Iscariote. Él es juzgado por el Círculo de la Eternidad, que están implicados para ser representantes de un poder superior. El Fantasma está condenado a caminar por la Tierra para siempre como un agente de Dios. Él usa un collar hecho de las treinta piezas de plata que tomó como pago por traicionar a Jesús. Cuando El Fantasma facilita la transformación de Jim Corrigan en El Espectro, una de las monedas cae del collar y se desmorona, acercándolo un paso más a la redención.

### Representaciones de diferentes escritores
En sus primeras apariciones, El Fantasma Errante demostraba que los sucesos sobrenaturales eran engaños perpetrados por delincuentes. Se enfrentaría directamente a los villanos, y no mostraría habilidades sobrenaturales aparte de su extraña habilidad para aparecer donde y cuando se necesita y para desaparecer tan misteriosamente, sin que nadie lo vea ir o venir. En historias posteriores, los eventos sobrenaturales eran reales y a El Fantasma Errante se le otorgaron poderes sobrehumanos no especificados para derrotarlos. Por ejemplo, fue capaz de controlar un sedante a base de humo con un gesto, alegando que el humo en sí mismo es su aliado.
En su segunda serie de cómics, El Fantasma Errante se convirtió en un héroe verdaderamente sobrenatural.
El Fantasma Errante jugó un papel importante en The Books of Magic de Neil Gaiman, llevando al protagonista Tim Hunter a través del tiempo para mostrarle la historia y la naturaleza de la magia. Ha ayudado a la Liga de la Justicia en numerosas ocasiones, incluso siendo elegido formalmente para el grupo en la Liga de la Justicia de América #103, aunque no reconoció su membresía hasta la Liga de la Justicia de América #143. Stranger también tenía su propia serie limitada, donde, careciendo de gran parte de su poder, intenta frustrar el plan de Eclipso de causar una guerra nuclear.
Durante el relanzamiento de Green Arrow por Kevin Smith, evitó que Hal Jordan uniera el cuerpo resucitado de Oliver Queen con su alma en el cielo. Esto le valió la ira de Jordan; de hecho, El Espectro amenazó con juzgar a El Fantasma para ver si Dios lo había "castigado" adecuadamente al negarle el acceso al Cielo mismo. Sin embargo, El Fantasma Errante ayudó a Hal Jordan durante su mandato como El Espectro en numerosas ocasiones también, sobre todo en un breve período cuidando a la sobrina de Hal, Helen.
En el Día de la Venganza de 2005, El Fantasma Errante había sido convertido en un pequeño roedor por El Espectro. Tras la confrontación de El Espectro y la batalla con El Fantasma, este afirma: "No puedes matarme. Dudo que el Universo lo permita". Todavía era capaz de aconsejar al Detective Chimpancé, que lo protegió con su sombrero mientras recuperaba sus poderes. Él cambió de nuevo usando energías recuperadas en el Día de la Venganza #6 y ayudó al Pacto de las Sombras, permitiéndoles ver la batalla entre El Espectro y Shazam. La serie señala que la comunidad sobrenatural generalmente considera a El Fantasma Errante como invencible. La primera reacción de algunos personajes al ataque de El Espectro contra la magia es simplemente suponer que El Fantasma se encargará de eso. Otras historias han demostrado que El Fantasma es casi tan poderoso como El Espectro.
En The Day of Vengeance: Infinite Crisis Special, El Fantasma Errante trabaja con Nabu, Doctor Occult, Zatanna, Shadowpact y otros místicos para volver a formar la Roca de la Eternidad y ayudar a vencer al enloquecido Espectro.
Las relaciones de El Fantasma Errante con los otros héroes místicos suelen ser un poco tensas. El Fantasma no tiene reparos en reunir varias fuerzas para combatir un cierto mal (los Sentinels of Magic, pero también otros atuendos sueltos), a menudo invadiendo la vida personal de esas personas. Sin embargo, él generalmente no les extiende la misma cortesía. El Fantasma Errante se ha resistido a personas como Doctor Fate (especialmente Hector Hall) en esto, aunque el Doctor Fate es, en casi cualquier encarnación, un aliado de El Fantasma. A pesar de esto, se lleva bien con Zatanna; en Justice League of America #6, apareció a su lado para ayudar a eliminar la influencia de Faust en Tornado Rojo, y en la Serie Justice parece tener un afecto paternal por ella, llamándola "mi querido".
Como en última instancia es una fuerza impredecible, a menudo otros se encuentran con la apariencia del El Fantasma Errante con desconfianza. No obstante, la mayoría de los héroes lo seguirán, viendo no solo su inmenso poder, sino también sabiendo que El Fantasma es, en última instancia, una fuerza para el bien. En general, ha demostrado estar del lado de la humanidad primero en muchos problemas sobrenaturales, como cuando ayudó a Superman en un enfrentamiento con el Mago Arion, quien intentó obligar a Superman a retirarse creyendo que Superman y otros héroes alienígenas frenarían la "oscuridad" que haría a la civilización —Arion describiendo la historia humana como existente en un ciclo que permitiría a la humanidad desarrollarse hasta cierto punto antes de colapsar y tener que comenzar de nuevo— por tanto tiempo que destruiría a la humanidad cuando llegara; aunque El Fantasma reconoció que el futuro que Arion había previsto, donde la tierra fue completamente destruida por el misterioso y poderoso Khyber, debido a que Superman lo retrasó por tanto tiempo que solo golpeó en su apogeo, fue posible, también le dijo a Superman que siguiera luchando para encontrar De otra manera, el costo en almas y la experiencia si Arion tuviera éxito sería demasiado grande.
Una excepción notable a los héroes que trabajarán con El Fantasma Errante es Madame Xanadu, que se ha negado a unirse a El Fantasma en algunas ocasiones, aunque ella es miembro de sus Centinelas de la Magia. Eventualmente, se reveló que el odio de Madame Xanadu por El Fantasma Errante se debe a su participación en los eventos que le costaron a la joven Nimue sus poderes y herencia, y convirtieron a la joven hada en la inmortal pero impotente clarividente.
El Fantasma Errante también mantiene una relación única con El Espectro, ya que las dos fuerzas a menudo entran en conflicto. Era responsable de reunir a un grupo de héroes místicos para combatir a El Espectro, cuando su anfitrión humano Jim Corrigan aparentemente perdió el control de El Espectro. (Fue durante este tiempo que destruyeron el país de Vlatava.) El Fantasma Errante participó en el funeral de Jim Corrigan, cuando el alma de Corrigan finalmente obtuvo su descanso y dejó a El Espectro. El Fantasma posteriormente se convirtió en una de las fuerzas que se opusieron a El Espectro cuando estalló sin su huésped humano, hasta que el alma de Hal Jordan se unió a él. El Extraño de vez en cuando tomó un papel de asesor para este nuevo Espectro. En Infinite Crisis #6, consciente de que El Espectro ahora tiene otro nuevo anfitrión, El Fantasma Errante reunió a un gran grupo de portadores de magia en un intento fallido de solicitar la asistencia de El Espectro en la Crisis.
En la serie Madame Xanadu, el primer encuentro entre la entonces joven e inocente Nimue, como se conocía a Xanadu en la Era Artúrica, y el propio Fantasma Errante. Allí, Nimue reconoce su naturaleza sobrenatural, describiéndolo como "Sin edad y sin embargo ... incómodo", y afirmando: "¡No eres humano! ¡Ni eres de la gente antigua! Ni criatura fea. Ni ... ni demonio." ... Sin embargo, antes de que Nimue pueda comprender su naturaleza, El Fantasma se va, afirmando que "se lo obligó a aconsejar y, sin embargo, se le prohibió interferir en el curso de la historia ".
En las páginas de Shadowpact, El Fantasma Errante ha adoptado el papel de narrador. Se muestra consciente de los acontecimientos místicos no solo en la Tierra sino a través de varias dimensiones; una vez más, se demuestra que no puede interferir, sin importar qué tan grave sea el peligro que él conoce.

### La noche más oscura
En la historia Blackest Night #2, Black Hand se refiere a El Fantasma Errante como muerto o vivo, lo que significa que no puede ser asesinado, resucitado o tomado como un Black Lantern. El Fantasma observa cómo un anillo de poder negro se adhiere al cuerpo de Crispo Allen, convirtiéndolo en una Linterna Negra, y sellando al El Espectro dentro de él. En el renacimiento de Phantom Stranger #42, El Fantasma, con la ayuda de Blue Devil, intenta luchar contra el Black Lantern Spectre, pero fallan. Los dos luego viajan a Nanda Parbat, donde El Fantasma ayuda a Deadman a quitar el anillo negro de su cuerpo. El Fantasma lleva el cuerpo a Nanda Parbat y lo coloca bajo vigilancia, afirmando que es de "singular importancia".

### Los nuevos 52
En DC Comics - The New 52 FCBD Special Edition #1 como parte de The New 52 (un reinicio del universo de DC Comics), El Fantasma Errante implicaba ser Judas Iscariot y parte de la Trinity of Sin con Pandora y Pregunta. Aunque no se menciona explícitamente, se presume que el collar que usa está hecho de las piezas de plata que recibió por su traición a Jesucristo. Su cabello y ojos se vuelven totalmente blancos a partir de la experiencia.
En Phantom Stranger #0, se confirma que El Fantasma Errante alguna vez fue conocido como Judas Iscariote, el hombre que traicionó a Jesús. En este cuento de origen está a punto de ahorcarse cuando su intento de suicidio es detenido por un misterioso grupo de individuos. Posteriormente es juzgado junto con Pandora y la famosa Caja de Pandora, además de otro hombre que fue convertido en la Pregunta. Miles de años después es guiado para ayudar al desesperado exdetective Jim Corrigan a encontrar a su novia secuestrada. Él lo lleva al almacén abandonado donde se ha mantenido, pero esto resulta ser una trampa. Corrigan es asesinado por los secuestradores, luego se transforma en El Espectro y acusa a El Fantasma de traicionarlo. Cuando El Espectro está a punto de atacar a El Fantasma, una Misteriosa Voz lo envía a infligir su ira sobre los más merecedores. Como pago por lo que ocurrió con Corrigan, una moneda le quita el collar con el que fue maldecido (hecho de las 30 piezas de plata que traicionó a Jesús) y El Fantasma se da cuenta de que tiene más encuentros por delante antes de ser perdonado.
Pandora se encuentra con El Fantasma Errante y le dice que necesita su ayuda para encontrar a la persona que puede abrir su caja. Él se niega, recordándole la última vez que se abrió la caja, cuando se desencadenaron los pecados del mundo. A esto, ella responde que solo quiere salvar a todos de lo que ella desencadenó. John Constantine trata de engañar a El Fantasma Errante para que se una a la Justicia League Dark, prometiendo devolver una de las 30 monedas de plata que tiene un castigo. El Fantasma Errante rechaza la oferta, pero Constantine siente que eventualmente se recuperará y estará del lado de la Liga de la Justicia Oscura. La Pregunta manipula al Doctor Trece para empalar a El Fantasma Errante con la Lanza del Destino. El Fantasma Errante se queda en la puerta de la Casa del Misterio, y la Justice League Dark intenta revivirlo convocando a Nightmare Nurse. Una vez que lo hacen, El Fantasma Errante declara que todos están en deuda con él y le pide a la Liga de la Justicia Oscura (específicamente a Zatanna) que lo ayude a entrar al Infierno para salvar a su familia. Zauriel advierte a El Fantasma Errante que nunca se le permite entrar al Cielo nuevamente, después de haber ido a tratar de salvar a su familia. Zauriel declara a El Fantasma Errante que si lo intenta, será borrado del tiempo y la historia.

## Poderes y habilidades
La naturaleza de sus poderes es tan misteriosa como el propio El Fantasma Errante, que parece ser efectivamente inmortal, sin envejecer. El Fantasma ha demostrado enormes poderes y capacidades, cuyo origen exacto no está determinado. Puede viajar enormes distancias en un período de tiempo muy corto, como la Atalaya de la Liga de la Justicia y Apokolips, así como a las dimensiones místicas, como el Cielo, el Infierno y el reino ocupado por la Quintaesencia.
Puede y posee
- Inmortalidad; ha sobrevivido a ataques que matarían a un ser normal, incluido que le quiten el corazón.[44]
- Usar magia; casi nunca usa hechizos o rituales mágicos más complejos que una sesión de espiritismo o un círculo de atrapamiento. Sin embargo, posee gran destreza en la magia y hechicería, especialmente la magia del control mental o la ilusión y el engaño.[45][46]
- Rayos de energía; tiene la capacidad de generar y disparar rayos de energía mística mágica de gran fuerza.
- Viajar en el tiempo.
- Viajar entre dimensiones y teletransportación; puede viajar a voluntad entre las dimensiones mágicas, incluido el Reino de los Muertos Justos, la Antecámara de Almas, el Cielo, el Infierno, Apokolips y el reino ocupado por la Quintaesencia.
- Oneiromancia: puede enviar sueños de presagio, advertencia o información, aunque posiblemente solo con el permiso de Morfeo, uno de los Eternos.[47]

Los límites de su poder no han sido definidos. En muchos casos, a pesar de sus capacidades obvias, afirma que no se le permite terminar una crisis directamente, solo para guiar a otros a tomar las acciones necesarias (esta restricción permite a El Fantasma convertirse en estrella invitada en prácticamente cualquier título sin convertirse en un deus ex machina, cuyas acciones terminarían de inmediato la historia).
El poder más grande y más conocido de El Fantasma Errante es su misteriosa omnisciencia; parece saber casi todo sobre cualquier personaje y situación que encuentre en el Universo DC, y en el cruce de JLA/Avengers, esto se extiende al Universo Marvel también por el bien de la historia, esto se refuta en Swamp Thing Annual #2. Esto le permite proporcionar consejos útiles y asistencia a otros. Él afirma que "nada queda oculto para [él]". Su conocimiento incluso le ha permitido ayudar a los personajes del Universo DC atrapados en sus propios tiempos. En Animal Man #19, Animal Man se encontró atrapado en la década de 1960 en un estado de fantasma entre la realidad y la no realidad. Vagó indiferente, hasta que El Fantasma se encontró con él y le ofreció una mano amiga. El Fantasma ya conocía el estado actual de desesperación de Animal Man e incluso sabía que era del futuro (es decir, a fines de la década de 1980). Sin embargo, en Swamp Thing Annual #2, El Fantasma no estaba completamente al tanto de todos los detalles de la transformación de Alec Holland en Swamp Thing; sabía lo suficiente como para estar al tanto de la existencia y la vida de la criatura del pantano, pero aún estaba sorprendido cuando se encontró con el cuerpo astral de la criatura en un viaje a través de la otra vida.
Aunque El Fantasma Errante no usa una máscara, la sombra de su sombrero casi siempre cubre sus ojos. Cuando se muestra desenmascarado en la miniserie de Madame Xanadu, ambientada en la edad artúrica, donde el disfraz del Extraño era una simple capa, sus ojos parecen blancos, desprovistos de iris y pupilas incluso a plena luz, y sus ojos hundidos en un rostro demacrado y triste, perpetuando así la mirada sombría a su alrededor.

### Debilidades
- La debilidad más importante de El Fantasma Errante, si eso es lo que es, es la aguda limitación de su actuación directa y abierta. Las amenazas de las que presumiblemente tendría el poder crudo para vencerlo directamente deben advertir a los demás, especialmente si esos otros tienen alguna responsabilidad particular en juego. Incluso su información, al parecer, no puede proporcionar de forma clara y explícita; en muchos casos, sus advertencias o pistas son crípticas. Podría ser, por ejemplo, que tiene prohibido eliminar la responsabilidad de los hombros de la humanidad; él definitivamente cree en el libre albedrío y en la disponibilidad de un equilibrio de opciones para los humanos.
- El Fantasma no es físicamente invulnerable a los daños y a la magia, especialmente cuando es superado en número cuando sus habilidades mágicas ya están en uso, o cuando es tomado por sorpresa, puede resultar herido o noqueado. Él puede ser encarcelado por medios mágicos;[45] y sus energías mágicas innatas pueden ser desviadas. Su forma física puede ser destruida y él puede morir al menos en algunas circunstancias. A menudo ha pensado que una combinación particular de amenazas podría destruirlo, particularmente aquellos que combinaban el encarcelamiento mágico con ataques físicos o drenajes mágicos.[47]

## Otras versiones
Bruce Timm tenía la intención de utilizar a El Fantasma Errante en el univero animado de dc, pero no tenía permitido hacerlo. Sin embargo, su diseño para el personaje apareció en los siguientes cómics de DC:
- DC: The New Frontier #6 (Llama a varios héroes basados en la magia a un banquete en la luna, donde les aconseja no interferir en la batalla de los nuevos héroes con el Centro).
- Batman: Gotham Adventures #33 (donde muestra a Bruce Wayne cómo sería Gotham City sin Batman).
- Justice League Adventures #31 (Muestra tres destinos posibles sobre un niño que está de luto por su familia).
- Justice League Unlimited #14 (Ayuda a Deadman y algunos otros miembros contra una amenaza mágica).
- Justice League Unlimited #28 (Muestra Flash a varios días de Navidad que Batman experimentó en el pasado para darle al velocista una comprensión más profunda de la psique de Batman).

## Ediciones recogidas
- Showcase Presents: Phantom Stranger Vol. 1 recoge Showcase #80 y Phantom Stranger Vol. 2 #1-21, 544 páginas, octubre de 2006, ISBN 978-1401210885
- Showcase Presents: Phantom Stranger Vol. 2 recoge Phantom Stranger Vol. 2 #22-41, Justice League of America #103, House of Secrets #150, The Brave and the Bold #89-98 y las historias de Frankenstein de Phantom Stranger Vol.2 #23-30, 552 páginas, marzo de 2008, ISBN 978-1401217228
- Blackest Night: Rise of the Black Lanterns incluye Phantom Stranger Vol. 2 #42, 256 páginas, julio de 2011, ISBN 978-1401228064
- Trinity of Sin: Phantom Stranger Vol. 1: "A Stranger Among Us" recoge Phantom Stranger Vol. 4 #0-5, 144 páginas, junio de 2013, ISBN 978-1401240882
- Trinity of Sin - The Phantom Stranger Vol. 2: "Breach of Faith" recoge Phantom Stranger Vol.4 #6-8 y Trinity of Sin: Phantom Stranger #9-11, 144 páginas, marzo de 2014, ISBN 978-1401247140
- Trinity of Sin - Phantom Stranger Vol.3: "The Crack in Creation" recoge Trinity of Sin: Phantom Stranger #12-22 y Trinity of Sin: Futures End #1, 264 páginas, enero de 2015, ISBN 978-1401250966

## En otros medios

### Televisión
- Phantom Stranger aparece en Batman: The Brave and the Bold episodio "Chill of the Night!", con la voz del actor de doblaje de Batman Kevin Conroy.[49] Él y El Espectro observan a Batman mientras se entera de quién asesinó a sus padres. El Stranger apuesta a que Batman permanecerá en el camino de la justicia, mientras que Specter apuesta a que Batman elegirá el camino de la venganza y asesinará a Joe Chill.
- Macon Blair hace una aparición de acción en vivo como Phantom Stranger en el episodio de la serie de televisión Swamp Thing de 2019 "Drive All Night".[50] Se encuentra con la cosa del pantano y le dice que los fantasmas que vio antes eran de hecho eventos presenciados por los árboles en el pasado. En el episodio "The Price You Pay", Daniel Cassidy hace un trato con el Phantom Stranger que le impide dejar Marais. En el episodio "La lección de anatomía", el Phantom Stranger muestra a Daniel en recuperación una visión de Abby Arcane y Liz Tremayne siendo atacadas por las fuerzas de seguridad del Cónclave. Esto lleva a Daniel a convertirse en el Blue Devil y ayudarlos.

### Película
- Un cortometraje animado de DC Showcase titulado DC Showcase: The Phantom Stranger, escrito por Ernie Altbacker se incluyó con Superman: Red Son. El corto tiene lugar en la década de 1970 y trata sobre una joven llamada Marcie, junto con sus amigos, que asisten a una fiesta en una mansión abandonada organizada por el enigmático Seth. Pero cuando empiezan a suceder cosas raras, el Phantom Stranger debe salvarla. Peter Serafinowicz interpreta al personaje principal.

### Videojuegos
- El Phantom Stranger aparece en DC Universe Online. Él presenta héroes mágicos a Exobyte Research y modificación de equipos en la Atalaya de la JLA.
- El Phantom Stranger aparece en el juego para móviles DC Legends como un personaje sin jugador.

### Música
La canción "Return of the Phantom Stranger" aparece en el álbum "Hellbilly Deluxe" (1998) de Rob Zombie.